# Метаноносність вугільного пласта
Метаноносність вугільного пласта (рос. метаноносность угольного пласта, англ. methane–bearing capacity of a coal seam; нім. Methanführung f des Kohlenflözes) – кількість метану, що міститься в одиниці маси або об’єму корисної копалини (гірської породи) у вигляді суми вільного і сорбованого (адсорбованого, абсорбованого, розчиненого) метану. М. є фактичною метанонасиченістю вугілля (гірської породи) в пласті, чим і відрізняється від метаноємності, яка визначається при заданих умовах в лабораторії на зразках, вилучених з пласта. М. вимірюється в м3/т або м3/м3.